# قائمة حكام الآق قويونلو
هذه قائمة حكام الآق قويونلو:
| اللقب السابق          | الاسم                                                                         | اللقب اللاحق | فترة الحكم (تواريخ ميلادية) |
| --------------------- | ----------------------------------------------------------------------------- | ------------ | --------------------------- |
|                       | طور علي بهلوان طور علی پہلوان                                                 | بك بیگ       | 1340 - 1360                 |
| فخر الدين فخر الدین   | قتلغ بن طور علي قتلغ بن طور علی                                               | بك بیگ       | 1360 - 1378/79              |
|                       | أحمد بن قتلغ احمد بن قتلغ حكم اسميا مع قارا يولوق عثمان بك للفترة 1396 - 1403 | بك بیگ       | 1389 - 1403                 |
| بهاء الدين بھا الدین  | قره يولوق عثمان بك قرا یولک عثمان                                             | بك بیگ       | 1403 - 1435                 |
| جلال الدين جلال الدین | علي بن قارا يولوق عثمان علی بن قرا یولک عثمان                                 | بك بیگ       | 1435 - 1438                 |
| نور الدين نور الدین   | حمزة بن قارا يولوق عثمان حمزہ بن قرا یولک عثمان                               | بك بیگ       | 1438 - 1444                 |
| معز الدين معز الدین   | جهانكير بن علي جهانگیر بن علی                                                 | بك بیگ       | 1444 - 1451/52              |
|                       | قلج أرسلان بن أحمد قلچ ارسلان بن احمد                                         | بك بیگ       | 1451/52 - 1457              |
| أبو النصر أبو النصر   | حسن قوصون اوزون حسن بن علی                                                    | بك بیگ       | 1457 - 1478                 |
| أبو الفتح أبو الفتح   | سلطان خليل بن حسن قوصون سلطان خلیل بن اوزون حسن                               | بك بیگ       | 1478                        |
| أبو المظفر أبو المظفر | يعقوب بن حسن قوصون یعقوب بن اوزون حسن                                         | بك بیگ       | 1478 - 1490                 |
| أبو الفتح أبو الفتح   | بايسنقر بن يعقوب بایسنقر بن یعقوب                                             | بك بیگ       | 1490 - 1491                 |
| أبو المظفر أبو المظفر | رستم بن مقصود بن حسن قوصون رستم بن مقصود بن اوزون حسن                         | بك بیگ       | 1493 - 1497                 |
| أبو النصر أبو النصر   | أحمد كوده احمد گوده بن اغورلو محمد بن اوزون حسن                               | بك بیگ       | 1497                        |
| جزء من الآق قويونلو.  |                                                                               |              |                             |

- المظللون باللون الأصفر من سلالة الآق قويونلو.
  - المظللون باللون الأزرق حكام اسميين.

| أبو المظفر أبو المظفر الوند بن یوسف بن حسن قوصون الوند بن یوسف بن اوزون حسن بك بیگ 1497 - 1502 | أبو المظفر أبو المظفر الوند بن یوسف بن حسن قوصون الوند بن یوسف بن اوزون حسن بك بیگ 1497 - 1502 | بك بیگ أبو المكرم أبو المکرم محمد بن یوسف بن حسن قوصون محمد بن یوسف بن اوزون حسن 1497 - 1500 | بك بیگ أبو المكرم أبو المکرم محمد بن یوسف بن حسن قوصون محمد بن یوسف بن اوزون حسن 1497 - 1500               | بك بیگ أبو المكرم أبو المکرم محمد بن یوسف بن حسن قوصون محمد بن یوسف بن اوزون حسن 1497 - 1500 | بك بیگ أبو المكرم أبو المکرم محمد بن یوسف بن حسن قوصون محمد بن یوسف بن اوزون حسن 1497 - 1500 |
| زين العابدين بن أحمد بن أغورلو محمد زین العابدین بن احمد بن اغورلو محمد بك بیگ 1504 - 1508     | إسماعيل الصفوي شاہ اسماعیل بعد أن غزا إسماعيل الصفوي مدينة شروان والسيطرة على باكو، غزا قلعة نخجوان وعندما وصلت الأخبار إلى الوند بن یوسف بن حسن قوصون انطلق إلى نخجوان مع جيش. كسر إسماعيل الحصار وذهب بسرعة لمحاربة الآق قويونلو. كما أرسل قائده بيري بك الذي هزم قائد الآق قويونلو أمير عثمان في معركة شرور (Q12849799) قرب نخجوان مما أدى إلى انهيار حكم الآق قويونلو. 1502 | إسماعيل الصفوي شاہ اسماعیل بعد أن غزا إسماعيل الصفوي مدينة شروان والسيطرة على باكو، غزا قلعة نخجوان وعندما وصلت الأخبار إلى الوند بن یوسف بن حسن قوصون انطلق إلى نخجوان مع جيش. كسر إسماعيل الحصار وذهب بسرعة لمحاربة الآق قويونلو. كما أرسل قائده بيري بك الذي هزم قائد الآق قويونلو أمير عثمان في معركة شرور (Q12849799) قرب نخجوان مما أدى إلى انهيار حكم الآق قويونلو. 1502 | أبو المظفر أبو المظفر سلطان مراد بن يعقوب بن حسن قوصون سلطان مراد بن یعقوب بن اوزون حسن بك بیگ 1500 - 1508 |                                                                                              |                                                                                              |
| انحلال دولة الآق قويونلو والتي صارت جزآ من الدولة الصفوية في إيران.                            | | | |                                                                                              |                                                                                              |